# Asienspiele 2014/Turnen
Bei den Asienspielen 2014 in Incheon, Südkorea wurden vom 21. bis 25. September 2014 zwölf Wettbewerbe im Gerätturnen ausgetragen, fünf für Frauen und sieben für Männer.

## Männer

### Mehrkampf
Die Wettkämpfe fanden am 22. und 23. September statt.
| Platz | Land | Athlet             | Punkte |
| ----- | ---- | ------------------ | ------ |
| 1     | JPN  | Yuya Kamoto        | 87,950 |
| 2     | JPN  | Masayoshi Yamamoto | 87,500 |
| 3     | KOR  | Lee Sang-wook      | 87,200 |
| 4     | CHN  | Huang Yuguo        | 86,500 |
| 5     | CHN  | Yang Shengchao     | 83,925 |
| 6     | TPE  | Lee Chih-kai       | 82,875 |
| 7     | PRK  | Ra Won-chol        | 82,850 |
| 8     | VIE  | Ie Thanh Tung      | 82,600 |

| Platz | Land | Athlet                                                                                                | Punkte  |
| ----- | ---- | --- | ------- |
| 1     | JPN  | Yusuke Saito Masayoshi Yamamoto Yuya Kamoto Kazuyuki Takeda Shotaro Shirai Tomomasa Hasegawa          | 355,475 |
| 2     | KOR  | Lee Sang-wook Park Min-soo Lee Hyeok-jung Shin Dong-hyen Kim Hee-hoon Yang Hak-seon                   | 350,875 |
| 3     | CHN  | Liao Junlin Huang Yuguo Yang Shengchao Wang Peng Huang Xi Zou Kai                                     | 350,300 |
| 4     | PRK  | Han Jong-hyok Ra Won-chol Kim Jin-hyok Ri Se-gwang Ryang Kuk-chol Kim Kwang-chun                      | 338,575 |
| 5     | VIE  | Dinh Phuong Thanh Pham Phuoc Hung Do Vu Hung Ie Thanh Tung Dang Nam Hoang Cuong                       | 333,500 |
| 6     | TPE  | Chen Chih-yu Hsu Ping-chien Lee Chih-kai Lin Yi-chieh Huang Ta-yu                                     | 329,800 |
| 7     | UZB  | Salokhiddin Mirzaev Rasuljon Abdurakhimov Eduard Shaulov Otabek Masharipov Abdulla Azimov Anton Fokin | 323,575 |
| 8     | IRI  | Hadi Khanari Nejad Mohammadreza Hamidi Saeed Reza Keikha Mohammad Ramezanpour Iman Khamooshi          | 319,500 |

### Gerätefinals
Die Wettkämpfe fanden am 24. und 25. September statt.
| Rang | Athlet         | Punkte |
| ---- | -------------- | ------ |
| 1    | Zou Kai        | 15,533 |
| 2    | Huang Yuguo    | 15,300 |
| 3    | Yuya Kamoto    | 14,933 |
| 4    | Shin Dong-hyen | 14,900 |
| 5    | Shotaro Shirai | 14,800 |
| 6    | Ri Se-gwang    | 14,533 |
| 7    | Yang Hak-seon  | 14,100 |
| 8    | Lee Chih-kai   | 13,466 |

| Rang | Athlet               | Punkte |
| ---- | -------------------- | ------ |
| 1    | Masayoshi Yamamoto   | 15,033 |
| 2    | Abdulla Azimov       | 14,866 |
| 3    | Park Minsoo          | 14,700 |
| 4    | Shin Dong-hyen       | 14,666 |
| 5    | Tomomasa Hasegawa    | 14,233 |
| 6    | Rartchawat Kaewpanya | 14,200 |
| 7    | Huang Yuguo          | 14,033 |
| 8    | Saeed Reza Keikha    | 13,566 |

| Rang | Athlet             | Punkte |
| ---- | ------------------ | ------ |
| 1    | Liao Junlin        | 15,566 |
| 2    | Kazuyuki Takeda    | 15,100 |
| 3    | Dang Nam           | 15,033 |
| 4    | Yusuke Saito       | 14,866 |
| 4    | Kim Jin-hyok       | 14,866 |
| 6    | Chen Chih-yu       | 14,833 |
| 7    | Yang Hak-seon      | 14,700 |
| 8    | Hadi Khanari Nejad | 13,633 |

| Rang | Athlet         | Punkte |
| ---- | -------------- | ------ |
| 1    | Shek Wai Hung  | 15,216 |
| 2    | Yang Hak-seon  | 15,200 |
| 3    | Huang Xi       | 14,800 |
| 4    | Ri Se-gwang    | 14,799 |
| 5    | Lee Chih-kai   | 14,499 |
| 6    | Kim Hee-hoon   | 14,033 |
| 7    | Shotaro Shirai | 13,687 |
| 8    | Huang Yuguo    | 13,133 |

| Rang | Athlet             | Punkte |
| ---- | ------------------ | ------ |
| 1    | Yuya Kamoto        | 15,800 |
| 2    | Anton Fokin        | 15,475 |
| 3    | Dinh Phuong Thanh  | 15,416 |
| 4    | Pham Phuoc Hung    | 15,333 |
| 5    | Park Min-soo       | 15,266 |
| 6    | Kim Jin-hyok       | 15,233 |
| 7    | Quazi Syque Caesar | 14,866 |
| 8    | Huang Yuguo        | 13,900 |

| Rang | Athlet             | Punkte |
| ---- | ------------------ | ------ |
| 1    | Zou Kai            | 15,800 |
| 2    | Saito Yusuke       | 15,533 |
| 3    | Masayoshi Yamamoto | 15,491 |
| 4    | Lee Sang-wook      | 15,000 |
| 5    | Yang Shengchao     | 14,733 |
| 6    | Park Min-soo       | 14,366 |
| 7    | Quazi Syque Caesar | 14,133 |
| 8    | Shek Wai Hung      | 13,366 |

## Frauen

### Mehrkampf
Die Wettkämpfe fanden am 22. und 23. September statt.
| Platz | Land | Athlet                     | Punkte |
| ----- | ---- | -------------------------- | ------ |
| 1     | CHN  | Yao Jinnan                 | 57,900 |
| 2     | CHN  | Shang Chunsong             | 56,950 |
| 3     | KOR  | Yun Na-rae                 | 55,000 |
| 4     | JPN  | Yuriko Yamamoto            | 53,350 |
| 5     | UZB  | Dilnoza Abdusalimova       | 52,700 |
| 6     | JPN  | Azumi Ishikura             | 52,475 |
| 7     | MAS  | Farah Ann Binti Abdul Hadi | 51,750 |
| 8     | KOR  | Park Ji-soo                | 51,575 |

| Platz | Land | Athlet                                                                                             | Punkte  |
| ----- | ---- | -------------------------------------------------------------------------------------------------- | ------- |
| 1     | CHN  | Chen Siyi Yao Jinnan Shang Chunsong Tan Jiaxin Bai Yawen Huang Huidan                              | 229,300 |
| 2     | PRK  | Kim Un-hyang Hong Un-jong Kang Yong-mi Kim So-yong Jong Un-gyong Ri Un-ha                          | 214,650 |
| 3     | JPN  | Sakura Yumoto Akiho Sato Azumi Ishikura Minami Honda Yuriko Yamamoto Mizuho Nagai                  | 214,350 |
| 4     | KOR  | Park Ji-soo Jeong Hee-yeon Eum Da-yeon Yun Na-rae Kim Chae-yeon Lee Hye-been                       | 208,725 |
| 5     | UZB  | Dilnoza Abdusalimova Asal Saparbaeva Oksana Chusovitina Elena Rega Khilola Doniyorova              | 199,800 |
| 6     | KAZ  | Aida Bauyrzhanova Zhanerke Duisek Anna Geidt Arailym Darmenova Yekaterina Chuikina                 | 193,100 |
| 7     | TPE  | Chen Feng-chih Lo Yu-ju Wu Jhih-han Lin Tseng-nung Fan Chieh-ting                                  | 182,850 |
| 8     | IND  | Aruna Budda Reddy Pranati Nayak Pranati Das Dipa Karmakar Rucha Sachin Divekar Payel Bhattacharjee | 179,625 |

### Gerätefinals
Die Wettkämpfe fanden am 24. und 25. September statt.
| Rang | Athlet               | Punkte |
| ---- | -------------------- | ------ |
| 1    | Hong Un-jong         | 15,349 |
| 2    | Oksana Chusovitina   | 14,750 |
| 3    | Phan Thị Hà Thanh    | 14,683 |
| 4    | Dipa Karmakar        | 14,200 |
| 5    | Ri Un-ha             | 14,200 |
| 6    | Dilnoza Abdusalimova | 13,166 |
| 7    | Wong Hiu Ying Angel  | 13,066 |
| 8    | Do Thi van Anh       | 13,050 |

| Rang | Athlet          | Punkte |
| ---- | --------------- | ------ |
| 1    | Yao Jinnan      | 15,466 |
| 2    | Huang Huidan    | 14,375 |
| 3    | Kang Yong-mi    | 13,633 |
| 4    | Yuriko Yamamoto | 13,600 |
| 5    | Minami Honda    | 13,533 |
| 6    | Eum Da-yeon     | 13,300 |
| 7    | Yun Na-rae      | 13,125 |
| 8    | Hong Un-jong    | 0,000  |

| Rang | Athlet             | Punkte |
| ---- | ------------------ | ------ |
| 1    | Kim Un-hyang       | 14,700 |
| 2    | Phan Thị Hà Thanh  | 14,433 |
| 3    | Shang Chunsong     | 14,300 |
| 4    | Azumi Ishikura     | 13,933 |
| 5    | Kim So-yong        | 13,666 |
| 6    | Tam Joey Jing Ying | 13,500 |
| 7    | Bai Yawen          | 13,366 |
| 8    | Minami Honda       | 12,866 |

| Rang | Athlet                     | Punkte |
| ---- | -------------------------- | ------ |
| 1    | Yao Jinnan                 | 13,966 |
| 2    | Shang Chunsong             | 13,800 |
| 3    | Yun Na-rae                 | 13,700 |
| 4    | Akiho Sato                 | 13,500 |
| 5    | Kang Yong-mi               | 13,366 |
| 6    | Park Ji-soo                | 13,333 |
| 7    | Farah Ann Binto Abdul Hadi | 13,266 |
| 8    | Phan Thị Hà Thanh          | 13,033 |

## Medaillenspiegel
| Platz  | Land                | Gold | Silber | Bronze | Gesamt |
| ------ | ------------------- | ---- | ------ | ------ | ------ |
| 1      | Volksrepublik China | 7    | 4      | 3      | 14     |
| 2      | Japan               | 4    | 3      | 3      | 10     |
| 3      | Nordkorea           | 2    | 1      | 1      | 4      |
| 4      | Hongkong            | 1    | -      | -      | 1      |
| 5      | Usbekistan          | -    | 3      | -      | 3      |
| 6      | Südkorea            | -    | 2      | 4      | 6      |
| 7      | Vietnam             | -    | 1      | 3      | 4      |
| Gesamt | Gesamt              | 14   | 14     | 14     | 42     |